# Plynnon
Plynnon es un género de arañas araneomorfas de la familia Liocranidae. Se encuentra en Sumatra y Kalimantan en Indonesia y en Sabah en Malasia.

## Lista de especies
Según The World Spider Catalog 12.0:
- Plynnon jaegeri Deeleman-Reinhold, 2001
- Plynnon longitarse Deeleman-Reinhold, 2001
- Plynnon zborowskii Deeleman-Reinhold, 2001